# Torre de Cabrahigo
La torre de Cabrahigo, también llamada del Condestable y El Torrín, es una torre medieval cántabra situada en el barrio de Gracedo, en Isla, siendo una de las tres torres medievales que posee esta localidad. Construida probablemente en el siglo XIV o en el XV, sabemos por un documento del siglo XVII que perteneció primero a la familia Velarde, uno de cuyos miembros fue nombrado en 1473 condestable de Castilla, título perpetuado en herencia, después a un Herrera y finalmente a la familia Isla.
Está ubicada sobre una colina, exenta. Está construida en piedra de mampostería con esquinas y vanos de sillería. Posee una planta rectangular; dos de sus lados miden 11 metros de longitud, mientras que los otros dos miden 9. Cuenta con cuatro plantas cuya altura total es de 12 m, que están rematados con almenas. Posee una gran escasez de huecos, uno de ellos abierto después de la pacificación del territorio durante el reinado de los Reyes Católicos.